# L'Angélus de Gala
L'Angélus de Gala – ou Portrait de Gala – est un tableau réalisé par le peintre espagnol Salvador Dalí en 1935. Cette huile sur bois est un portrait de Gala assise face à une personne qui nous tourne le dos et devant une variante de L'Angélus de Jean-François Millet. Don d'Abby Aldrich Rockefeller, elle est conservée au Museum of Modern Art, à New York.